# Horia (okręg Jałomica)
Horia – wieś w Rumunii, w okręgu Jałomica, w gminie Axintele. W 2011 roku liczyła 708 mieszkańców.